# Juan Carlos Arana
Juan Carlos Arana Gómez (Las Palmas de Gran Canaria, 8 febbraio 2000) è un calciatore spagnolo, attaccante del Racing Santander.

## Caratteristiche tecniche
È un centravanti.

## Carriera
Arana è cresciuto nei settori giovanili di Unión Viera, Las Palmas, Real Madrid, Atlético Madrid, nuovamente Unión Viera e Villarreal. Nel 2019 è stato assegnato al Villarreal C con cui ha debuttato in Tercera División il 9 dicembre 2018 nell'incontro vinto 5-1 contro il Paiporta. Il 4 settembre 2020 ha rinnovato il contratto fino al 2023 ed è stato assegnato alla squadra B in Segunda División B. Nella stagione 2021-2022, dove ha rinnovato il contratto fino al 2024, ha contribuito alla promozione del club in Segunda División con 16 reti in 38 partite guadagnandosi anche una convocazione in prima squadra. Ha debuttato nella serie cadetta spagnola il 14 agosto contro il Racing Santander, dove ha segnato una delle due reti della sua squadra.
Il 5 gennaio 2023 è stato ceduto a titolo definitivo all'Eibar, con cui ha firmato un contratto fino al 2025. Impiegato con poca frequenza, il 29 agosto seguente è passato in prestito al Racing Santander.

## Statistiche

### Presenze e reti nei club
Statistiche aggiornate al 26 aprile 2024.
| Stagione        | Squadra          | Campionato      | Campionato | Campionato | Coppe nazionali | Coppe nazionali | Coppe nazionali | Coppe continentali | Coppe continentali | Coppe continentali | Altre coppe | Altre coppe | Altre coppe | Totale | Totale | Totale |
| Stagione        | Squadra          | Comp            | Pres       | Reti       | Comp            | Pres            | Reti            | Comp               | Pres               | Reti               | Comp        | Pres        | Reti        | Pres   | Reti   |        |
| --------------- | ---------------- | --------------- | ---------- | ---------- | --------------- | --------------- | --------------- | ------------------ | ------------------ | ------------------ | ----------- | ----------- | ----------- | ------ | ------ | ------ |
| 2018-2019       | Villarreal C     | TD              | 2          | 0          |                 | -               | -               |                    | -                  | -                  |             | -           | -           | 2      | 0      |        |
| 2019-2020       | Villarreal C     | TD              | 20         | 2          |                 | -               | -               |                    | -                  | -                  |             | -           | -           | 20     | 2      |        |
| 2020-2021       | Villarreal B     | SDB             | 20         | 4          |                 | -               | -               |                    | -                  | -                  |             | -           | -           | 20     | 4      |        |
| 2021-2022       | Villarreal B     | PDR             | 38         | 16         |                 | -               | -               |                    | -                  | -                  |             | -           | -           | 38     | 16     |        |
| 2022-gen. 2023  | Villarreal B     | SD              | 12         | 2          |                 | -               | -               |                    | -                  | -                  |             | -           | -           | 12     | 2      |        |
| gen.-giu. 2023  | Eibar            | SD              | 5          | 0          | CR              | 0               | 0               |                    | -                  | -                  |             | -           | -           | 5      | 0      |        |
| ago. 2023       | Eibar            | SD              | 1          | 0          | CR              | 0               | 0               |                    | -                  | -                  |             | -           | -           | 1      | 0      |        |
| 2023-2024       | Racing Santander | SD              | 32         | 12         | CR              | 1               | 0               |                    | -                  | -                  |             | -           | -           | 33     | 12     |        |
| Totale carriera | Totale carriera  | Totale carriera | 130        | 36         |                 | 1               | 0               |                    | -                  | -                  |             | -           | -           | 131    | 36     |        |